# Leichtathletik-Länderkampf der Männer 1935 Frankreich – Deutschland
| 6. Leichtathletik-Länderkampf mit deutscher Beteiligung 1935 | 6. Leichtathletik-Länderkampf mit deutscher Beteiligung 1935 |
| ------------------------------------------------------------ | ------------------------------------------------------------ |
|                                                              |                                                              |
| Länderkampfvergleich der Männer: Frankreich – Deutschland    |                                                              |
| Austragungsort                                               | Paris                                                        |
| Wettbewerbe                                                  | 15                                                           |
| Datum                                                        | 15. September 1935                                           |
| 1. GER 2. FRA                                                | 102 Punkte 048 Punkte                                        |
| Chronik                                                      |                                                              |
| ← GER-ITA-JPN-SWE-HUN (M)                                    | erster LK 1937:00 SWE-GER Geher (M) →                        |

Den sechsten und letzten Länderkampf des Jahres 1935 vor der Länderkampfpause im folgenden Jahr trugen die deutschen Leichtathleten gegen Frankreich aus. Gastgeber des alljährlich stattfindenden Vergleichs gegen diesen Gegner war in diesem Jahr wieder einmal die französische Hauptstadt Paris. Die zehnte Begegnung zwischen den beiden Nationen endete mit dem zehnten deutschen Sieg.

## Flagge des Deutschen Reichs
Mit dem Reichsflaggengesetz (RGBl. I S. 1145) verordnete der Reichstag vom 15. September 1935 an für alle offiziellen Anlässe des Deutschen Reichs den Einsatz einer neuen Reichsflagge. Auch für Sportereignisse und die Darstellung von Sportresultaten wurde im Deutschen Reich von da an diese Flagge eingesetzt. So lässt es sich nicht vermeiden, die Fahne mit dem Hakenkreuzsymbol im Sinne einer zeitgerechten Darstellung auch hier in Wikipedia-Artikeln zu verwenden.

## Wettbewerbe und Resultat
Auf dem Programm standen die fünfzehn Disziplinen, die in den meisten der bisherigen Länderkämpfe der deutschen Leichtathleten angeboten worden waren, sodass ein Tag zur Durchführung ausreichte.
Frankreichs Sportler konnten in diesem Aufeinandertreffen keine einzige Disziplin für sich entscheiden, überall lagen die deutschen Athleten vorn. So fiel Deutschlands Erfolg diesmal mit 102 zu 48 Punkten besonders hoch aus. Ihre Bilanz für das Länderkampfjahr 1935 konnten die deutschen Männer am Ende mit drei Siegen gegenüber einer Niederlage und einem zweiten Platz im Fünf-Ländervergleich positiv gestalten.

## Modus
Wie in den vorangegangenen Begegnungen zwischen Frankreich und Deutschland wurde nach dem später üblichen System der Punktevergabe gewertet. Einzeldisziplinen: Pl. 1: 5 P, Pl. 2: 3 P, …, Pl. 4: 1 P / Staffeln: Pl. 1: 3 P, Pl. 2: 1 P.

## Legende
Kurze Übersicht zur Bedeutung der Symbolik – so üblicherweise auch in sonstigen Veröffentlichungen verwendet:
| DNF   | nicht im Ziel (did not finish) |
| k. A. | keine Angabe                   |

## Resultate

### 100 m
| Platz | Athlet                      | Land | Zeit (s) |
| ----- | --------------------------- | ---- | -------- |
| 1     | Erich Borchmeyer            | GER  | 10,8     |
| 2     | Wilhelm Leichum             | GER  | 10,8     |
| 3     | Pierre-François Dondelinger | FRA  | 11,0     |
| 4     | Robert Paul                 | FRA  | k. A.    |

### 200 m
| Platz | Athlet           | Land | Zeit (s) |
| ----- | ---------------- | ---- | -------- |
| 1     | Gerd Hornberger  | GER  | 22,0     |
| 2     | Egon Schein      | GER  | 22,4     |
| 3     | Georges Guillez  | FRA  | 22,6     |
| 4     | Pierre Skawinski | FRA  | k. A.    |

### 400 m
| Platz | Athlet          | Land | Zeit (s) |
| ----- | --------------- | ---- | -------- |
| 1     | Helmut Hamann   | GER  | 48,6     |
| 2     | Georges Henry   | FRA  | 48,8     |
| 3     | Franz Helmle    | GER  | 49,2     |
| 4     | Raymond Boisset | FRA  | k. A.    |

### 800 m
| Platz | Athlet        | Land | Zeit (min) |
| ----- | ------------- | ---- | ---------- |
| 1     | Lothar Fink   | GER  | 1:53,6     |
| 2     | Emil Lang     | GER  | 1:53,6     |
| 3     | Raymond Petit | FRA  | 1:55,4     |
| 4     | René Soulier  | FRA  | k. A.      |

### 1500 m
| Platz | Athlet           | Land | Zeit (min) |
| ----- | ---------------- | ---- | ---------- |
| 1     | Fritz Schaumburg | GER  | 3:53,4     |
| 2     | Roger Normand    | FRA  | 3:57,6     |
| 3     | Edmund Stadler   | GER  | 4:02,6     |
| 4     | Paul Messner     | FRA  | 4:05,8     |

### 5000 m
| Platz | Athlet           | Land | Zeit (min) |
| ----- | ---------------- | ---- | ---------- |
| 1     | Max Syring       | GER  | 15:05,0    |
| 2     | Raymond Lefebvre | FRA  | 15:05,5    |
| 3     | Heinrich Haag    | GER  | 15:50,0    |
| DNF   | Roger Rochard    | FRA  |            |

### 110 m Hürden
| Platz | Athlet         | Land | Zeit (s) |
| ----- | -------------- | ---- | -------- |
| 1     | Erwin Wegner   | GER  | 15,0     |
| 2     | Willi Welscher | GER  | 15,2     |
| 3     | Gabriel Sempé  | FRA  | 15,6     |
| 4     | Pierre Bernard | FRA  | 16,2     |

### 4 × 100 m Staffel
| Platz | Besetzung       | Land                                                          | Zeit (s) |
| ----- | --------------- | ------------------------------------------------------------- | -------- |
| 1     | Deutsches Reich | Wilhelm Leichum Gerd Hornberger Egon Schein Erich Borchmeyer  | 42,0     |
| 2     | Frankreich      | Robert Paul Raoul Legrand Coxette Pierre-François Dondelinger | 43,5     |

### 4 × 400 m Staffel
| Platz | Besetzung       | Land                                                           | Zeit (min) |
| ----- | --------------- | -------------------------------------------------------------- | ---------- |
| 1     | Deutsches Reich | Rudolf Klupsch Ferdy Kisters Hermann Blazejezak Helmut Hamann  | 3:16,4     |
| 2     | Frankreich      | Pierre Skawinski Georges Guillez Raymond Boisset Georges Henry | k. A.      |

### Hochsprung
| Platz | Athlet            | Land | Höhe (m) |
| ----- | ----------------- | ---- | -------- |
| 1     | Günther Gehmert   | GER  | 1,90     |
| 1     | Hans Martens      | GER  | 1,90     |
| 3     | Jean Couturier    | FRA  | 1,85     |
| 4     | Eugène Puyfourcat | FRA  | 1,80     |

### Stabhochsprung
| Platz | Athlet           | Land | Höhe (m) |
| ----- | ---------------- | ---- | -------- |
| 1     | Julius Müller    | GER  | 3,90     |
| 2     | Pierre Ramadier  | FRA  | 3,75     |
| 3     | Siegfried Schulz | GER  | 3,70     |
| 4     | Robert Vintousky | FRA  | k. A.    |

### Weitsprung
| Platz | Athlet          | Land | Weite (m) |
| ----- | --------------- | ---- | --------- |
| 1     | Wilhelm Leichum | GER  | 7,44      |
| 2     | Robert Paul     | FRA  | 7,11      |
| 3     | Claude Heim     | FRA  | 6,94      |
| 4     | Erich Biebach   | GER  | 6,80      |

### Kugelstoßen
| Platz | Athlet         | Land | Weite (m) |
| ----- | -------------- | ---- | --------- |
| 1     | Hans Woellke   | GER  | 15,85     |
| 2     | Gerhard Stöck  | GER  | 15,64     |
| 3     | Clément Duhour | FRA  | 15,11     |
| 4     | Édouard Duhour | FRA  | 14,42     |

### Diskuswurf
| Platz | Athlet                | Land | Weite (m) |
| ----- | --------------------- | ---- | --------- |
| 1     | Gerhard Hilbrecht     | GER  | 47,79     |
| 2     | Jules Noël            | FRA  | 47,45     |
| 3     | Paul Winter           | FRA  | 47,17     |
| 4     | Hans-Heinrich Sievert | GER  | 43,99     |

### Speerwurf
| Platz | Athlet            | Land | Weite (m) |
| ----- | ----------------- | ---- | --------- |
| 1     | Gerhard Stöck     | GER  | 69,32     |
| 2     | Herbert Steingroß | GER  | 62,63     |
| 3     | Alfred Gassner    | FRA  | 58,39     |
| 4     | Marc Doré         | FRA  | 56,85     |